# جيرارد فاندرليم
جيرارد فاندرليم (بالهولندية: Gerard van der Lem)، من مواليد 15 نوفمبر 1952، هو لاعب كرة قدم هولندي معتزل ومدرب سابق، درب عدة منشآت رياضية ومنها المنتخب السعودي ونادي الشارقة الإماراتي.

## روابط خارجية
- جيرارد فاندرليم على موقع قاعدة بيانات كرة القدم.إي يو (الإنجليزية)
- جيرارد فاندرليم على موقع ناشيونال فوتبول تيمز (الإنجليزية)
- جيرارد فاندرليم على موقع Soccerway.com (الإنجليزية)